# Internationales Kongresszentrum in Katowice
Das Internationale Kongresszentrum in Katowice (polnisch Międzynarodowe Centrum Kongresowe w Katowicach, MCK; englisch International Congress Centre in Katowice, ICC) ist ein Mehrzweck-Konferenz- und Tagungszentrum. Es wurde 2015 für die Öffentlichkeit zugänglich gemacht. Es gehört der Stadt Katowice und wird seit Mai 2016 von der PTWP Event Center sp. z o.o. im Rahmen eines mehrjährigen Mietvertrags betrieben.

## Geschichte, Design und Konstruktion

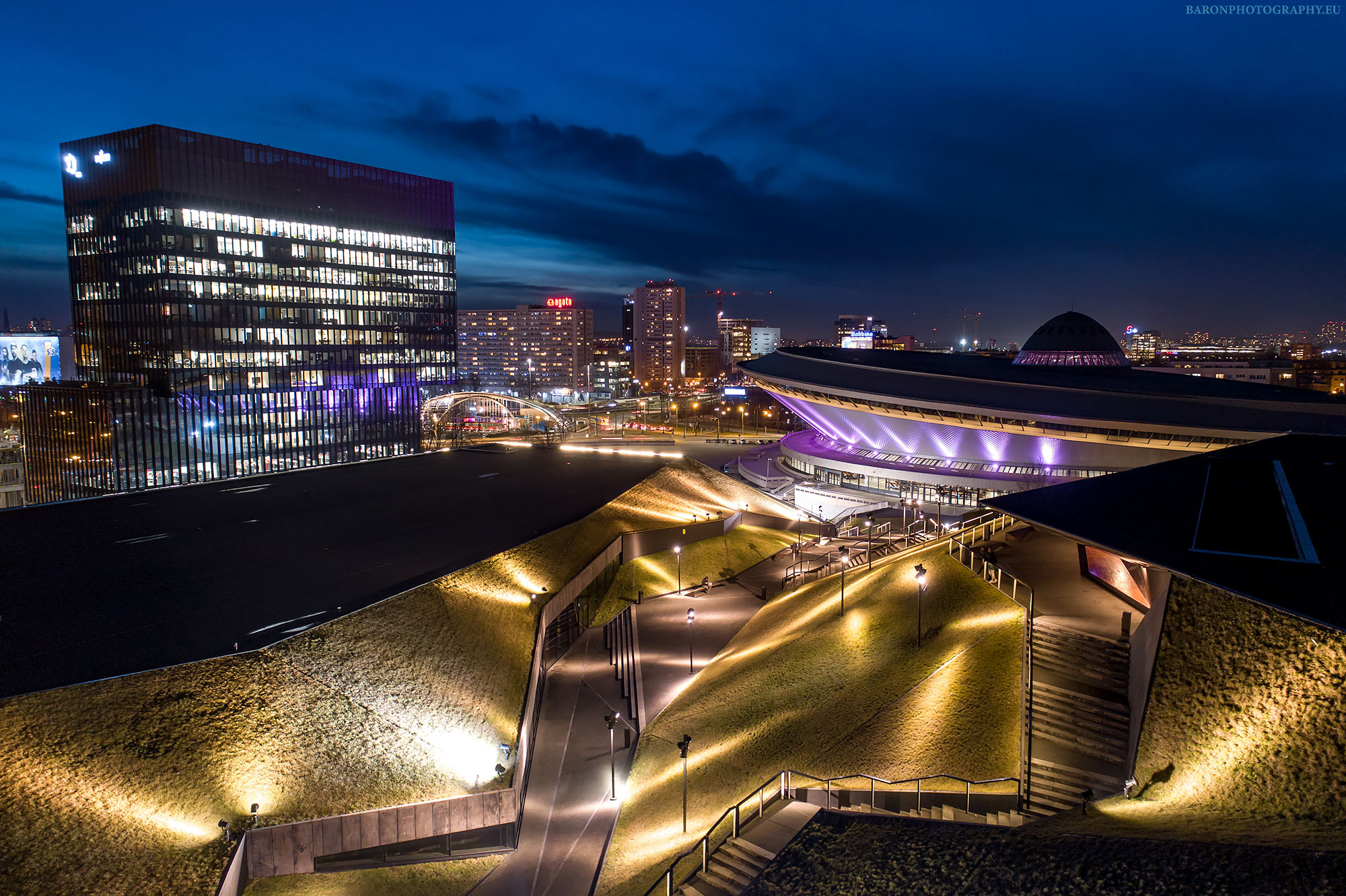
MCK und Spodek bei Nacht, 2020

Katowice war die meiste Zeit seiner modernen Geschichte eine Kohlebergbaustadt und Zentrum der polnischen Industrieregion Schlesien. Zusammen mit dem nahegelegenen Spodek, dem Schlesischen Museum und dem Nationalen Symphonieorchester des Polnischen Rundfunks wurde das Internationale Kongresszentrum auf einem postindustriellen Gelände der alten Kohlenzeche „Katowice“ errichtet, die bis Ende der 1990er Jahre in Betrieb war. Der Veranstaltungsort befindet sich auf einer alten Bergbauhalde mit der Klassifizierung „2A“.
2011 begann die Stadt Katowice mit dem Bau des Veranstaltungsortes mit Gesamtkosten von 378 Mio. PLN (182 Mio. PLN kamen aus dem EU-Haushalt). Der Veranstaltungsort wurde von JEMS Architekci entworfen und der Auftrag für den Bau an das Gemeinschaftsunternehmen Polimex-Mostostal vergeben. Nachdem der Vertrag mit Polimex-Mostostal von der Stadt gekündigt worden war, wurde das Konsortium Warbud und Mercury Engineering mit dem Bau beauftragt. Das Design des Zentrums, das von einem ausgeprägten Canyon durchzogen ist, um die Sicht auf den Spodek nicht zu behindern, wurde gelobt und das Gebäude wurde 2017 für den Mies van der Rohe-Preis nominiert. Der Veranstaltungsort ist durch einen unterirdischen Tunnel direkt mit dem Spodek verbunden.
Der Bau des Veranstaltungsortes endete im März 2015, ein Jahr länger als geplant. Vom 12. bis 15. März fand im ICC die erste Veranstaltung statt – die Intel ESL Expo Katowice.

## Kapazität
Das Internationale Kongresszentrum in Katowice ist in vier Teile unterteilt:
1. Multifunktionsraum mit einer Fläche von 8.174 m² (bis zu 10.000 Personen), mit der Möglichkeit, den Raum in drei Teile mit einer Fläche von 2.583 m² bis 2.839 m² zu unterteilen;
2. Auditorium (bis zu 600 Personen) – Getrennt von den anderen Räumen, mit eigenem Foyer, Garderoben und Toiletten. Es bietet eine vollständige Trennung der Teilnehmenden von anderen Veranstaltungen, die gleichzeitig im ICC stattfinden;
3. Ballsäle (bis zu 1.000 Personen) – In einem separaten Teil des Gebäudes, mit einem eigenen Foyer und Toiletten. Es ist möglich, sie in drei unabhängige Module A, B und C zu unterteilen;
4. Konferenzzentrum – kleinere und mittelgroße Konferenzräume auf der obersten Ebene (26 Tagungsräume zwischen 38 und 144 m², mit der Möglichkeit, Tagungsräume zu kombinieren und zu trennen).

Der Veranstaltungsort verfügt über eine Parkkapazität von 1.500 Autos und Bussen.
Gemeinsam mit Spodek kann das ICC Veranstaltungen für bis zu 25.000 Teilnehmer durchführen.

## Kulturzone von Katowice
Die Stadt Katowice hat eine Kulturzone (polnisch Strefa Kultury) um den neu sanierten Teil der Stadt eingerichtet. Die Gesamtkosten für die Stadterneuerung der Zone überstiegen 1 Milliarde PLN. Der Veranstaltungsort hat verschiedene Auszeichnungen erhalten, darunter MP Power Multi Venue 2018, REAL ESTATE IMPACTOR 2018, Meeting Planner Power Awards 2016 und Bestes touristisches Produkt des Jahres 2015 im Wettbewerb der polnischen Tourismusorganisation.

## Ausgerichtete Veranstaltungen
Im Veranstaltungsort fanden unter anderem folgende Veranstaltungen statt:
- European Economic Congress [Wikidata]
- UN-Klimakonferenz in Katowice 2018[14]
- Intel Extreme Masters Finals (2015–2018 und 2022–2024)[15]
- Wikimania 2024 im August 2024